# José María Pérez Carasa
José María Pérez-Carasa (Valladolid, 15 de enero de 1889-Badajoz, 4 de marzo de 1962) fue un arquitecto español adscrito al movimiento racionalista, aunque su obra aglutina diferentes estilos fruto de la experimentación y fusión a lo largo de los años. Realizó la mayor parte de su obra en la provincia de Huelva, dejando un importante legado arquitectónico muy diverso en tipología.

## Biografía

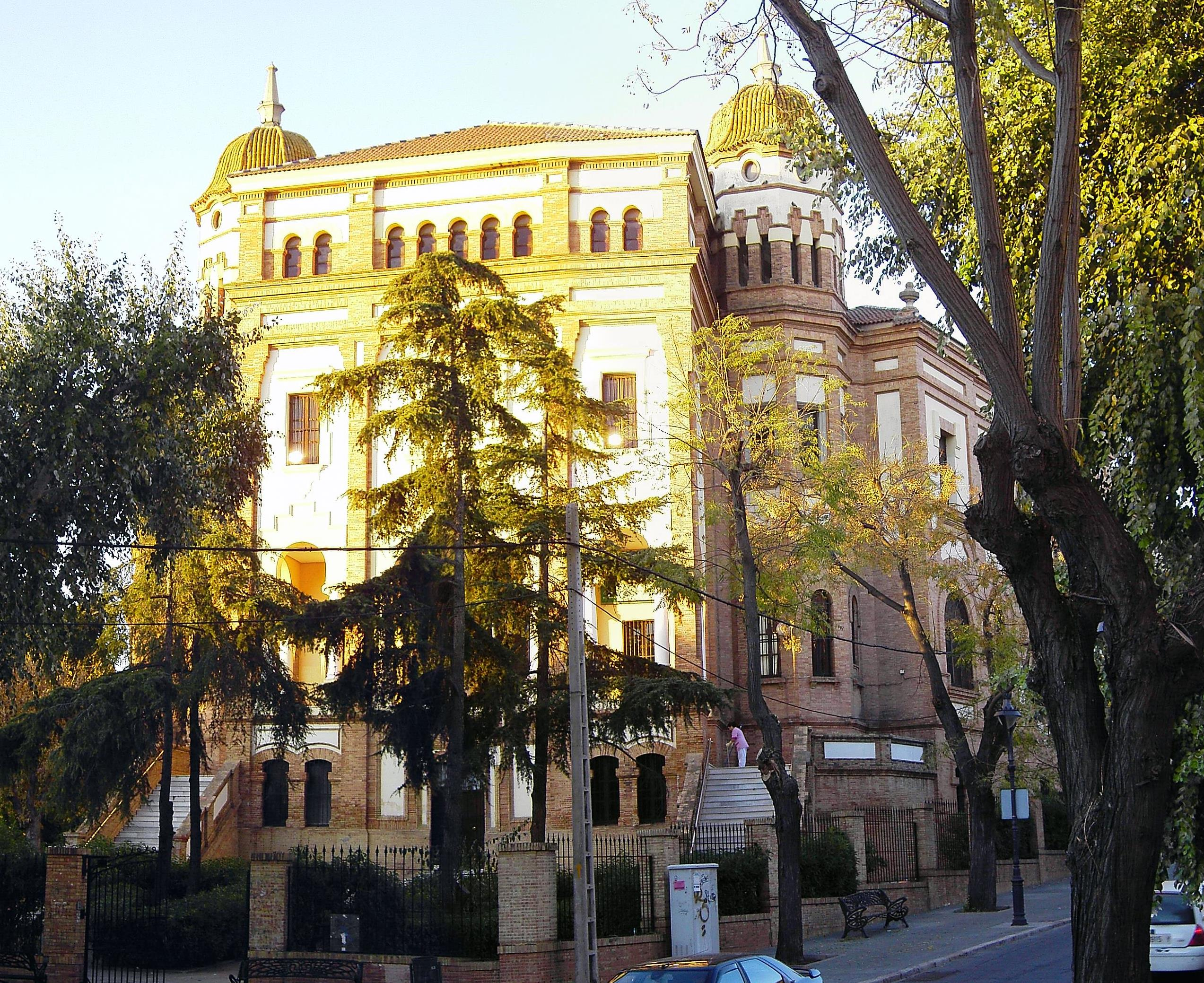
Instituto La Rábida, en Huelva.

Nacido el 15 de enero de 1889 en Valladolid, pasó su juventud en Santander, formándose en la Escuela de Arquitectura de Madrid y obteniendo el título en 1913. En 1914 se trasladó a Huelva donde entre los años 1914 y 1929 fue arquitecto municipal y artífice del proyecto de 1926 del primer plan de ensanche de la ciudad, proyecto que no vio la luz pero que influyó en los siguientes proyectos de ensanche que buscaban un modelo más racional de una ciudad con un crecimiento desmesurado en el siglo anterior. 
Además de su cargo como arquitecto municipal se prodigó con encargos para viviendas particulares e incluso en el diseño y restauración de templos religiosos. Su impronta en la ciudad fue tal que es difícil entender la arquitectura municipal de Huelva de mediados del siglo XX sin sus obras. Más tarde amplió su área de trabajo a toda la provincia con ocasión del fallecimiento de Trinidad Gallego. Muchos de los edificios diseñados por él han sido catalogados como Bien de Interés Cultural.

## Obra destacada

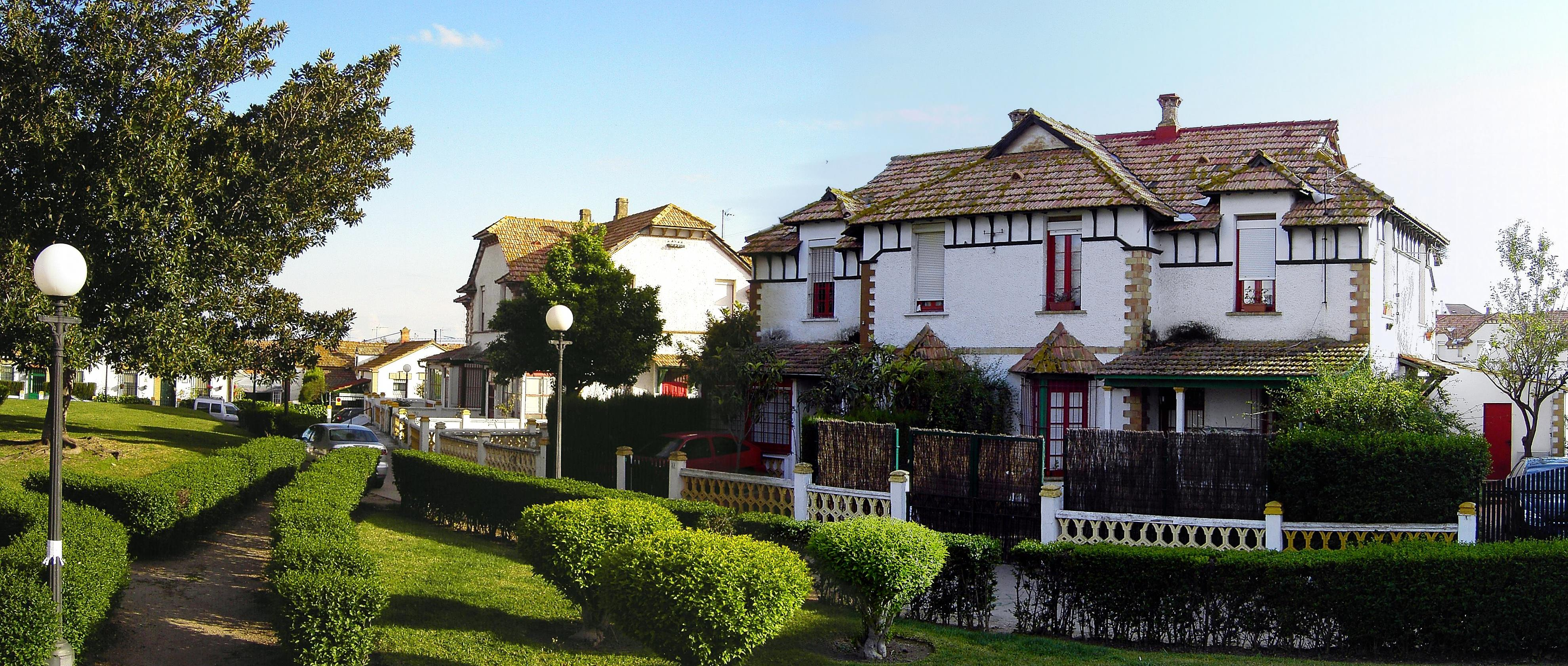
Casa en el Barrio Reina Victoria.
Junto con Gonzalo Aguado este grupo de viviendas fue uno de los trabajos más reconocidos de Carasa.

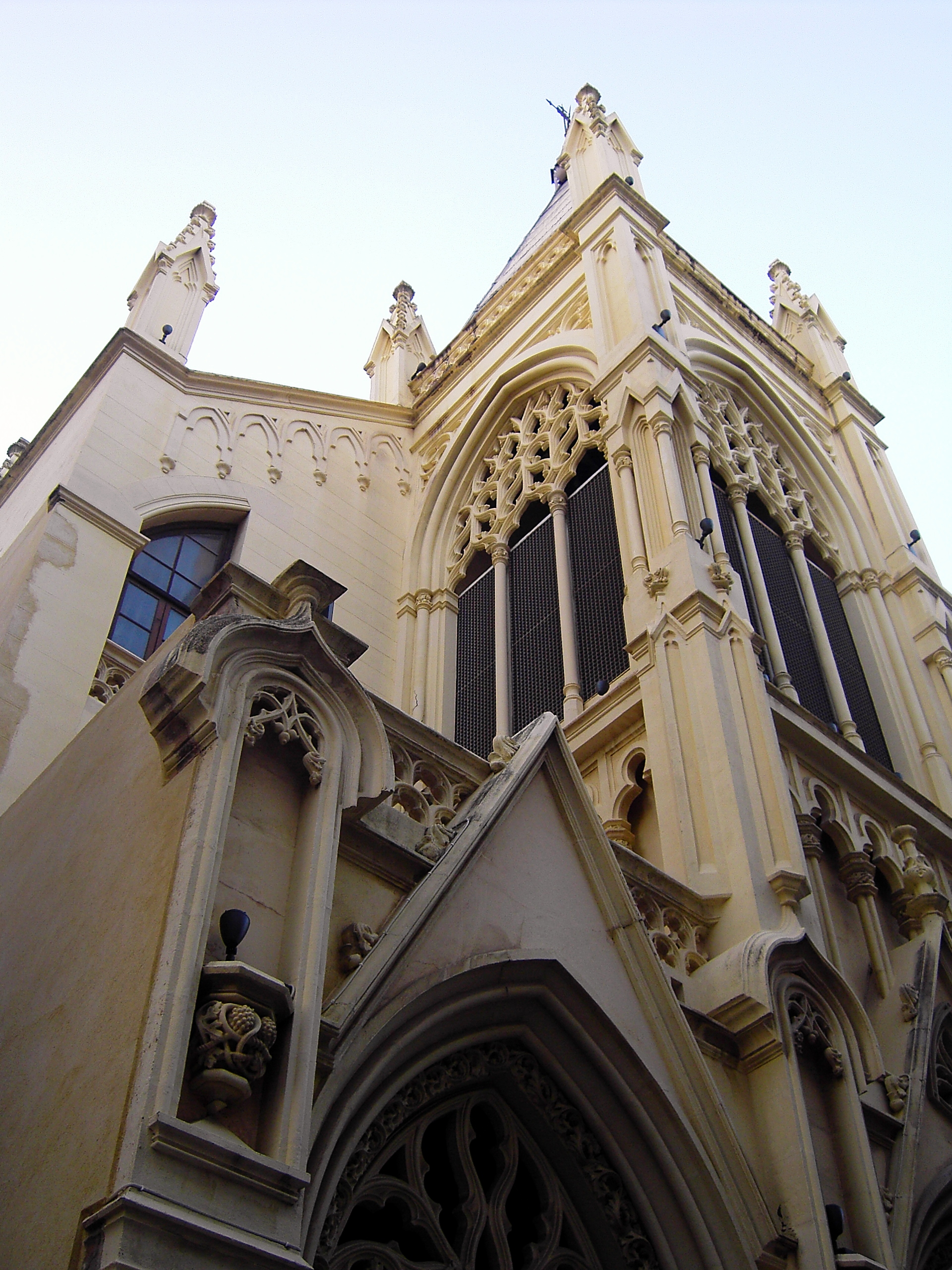
Uno de los escasos ejemplos de arquitectura religiosa de Carasa: la Iglesia de la Milagrosa.

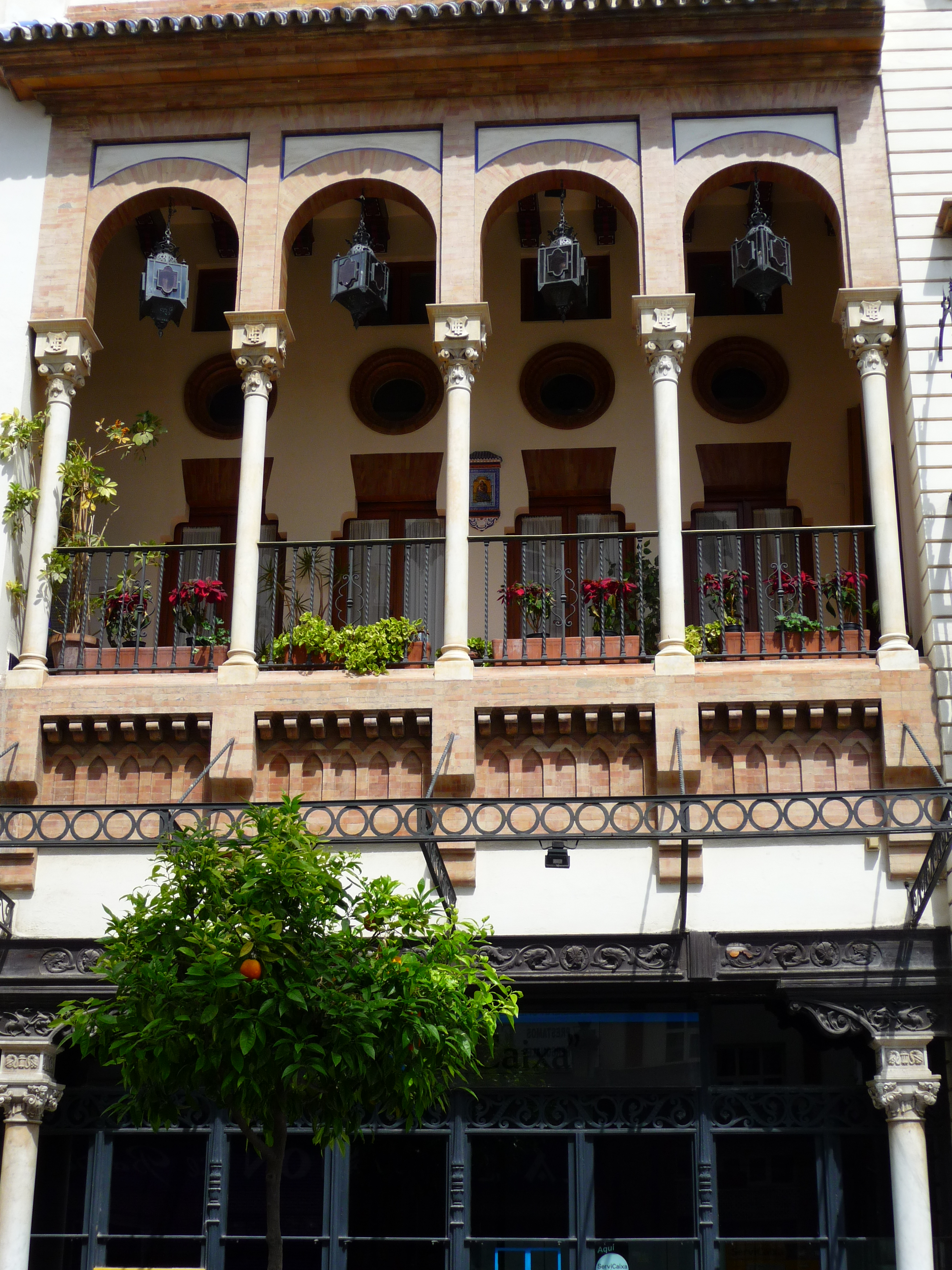
Antiguo comercial, donde conjuga diferentes elementos de estilo neomudéjar.

Aprovechando el momento de crecimiento demográfico y económico de la ciudad de Huelva se le encargaron muchos proyectos de viviendas particulares, grupos de viviendas o edificios residenciales. Su primer encargo fue junto a Gonzalo Aguado el Cuarto trozo del camino alto de la Cinta (1914) dejando por última vez su impronta en la ciudad en 1934 con la conclusión del Instituto La Rábida. Entre sus obras onubenses destacaron:
El Barrio Reina Victoria, como una de sus obras más significativas. Bajo un proyecto del inglés R. H. Morgan, por encargo de la Rio Tinto Company Limited y junto con el también arquitecto Gonzalo Aguado, edificó entre los años 1916 y 1923) este barrio de casas para los trabajadores de la compañía en la ciudad con un marcado estilo inglés, alemán y holandés pero con elementos coloniales y autóctonos andaluces. Este complejo de casas está catalogado B.I.C. según BOE de 3 de junio de 1977 y el Decreto 187/2002, de 25 de junio de la Junta de Andalucía.
Cuatro ejemplos de viviendas de carácter privado son la Casa Rafael Mojarro, levantada en Huelva en 1923; el Chalet Plus Ultra, levantado en 1933 a las afueras de Gibraleón; el Chalet Pérez Carasa de 1935, levantado en Punta Umbría como vivienda unifamiliar a pie de playa que imita el estilo de otras edificaciones de la zona; o el Edificio número 6, de 1940, levantado en la calle onubense que años más tarde tomó su nombre.
Dos de sus primeras obras civiles en la ciudad fueron un conjunto de edificios casi colindantes entre sí como La Casa del Millón, proyectado junto a Gonzalo Aguado en 1916. Este edificio actual sede del Colegio de Arquitectos de Huelva fue construida a petición del alcalde Juan Quintero Báez como vivienda particular siendo emplazada en una isleta de cara a la remodelación en aquella época de la Calle Puerto. A metros de ella se sitúa el Palacete de Mora Claros —de finales del siglo XIX, junto a Moisés Serrano— con marcado carácter historicista o neoclásico y muy sobrio en el interior pero con diferentes elementos modernistas en el interior.
De 1930 es el Edificio de la Vasco-Navarra, una antigua casa de rentas levantada por encargo de Octavio Cersola. Carasa diseñó un edificio modernista en el que destaca su castillete de coronación. Pero en este sentido su obra más renombrada es el Instituto de Enseñanza La Rábida, levantado entre los años 1926 y 1934, con su estilo historicista; el arquitecto diseñó este edificio de gran tradición docente en la ciudad junto con la creación del plan de ensanche para toda la zona donde se encuentra el edificio.
Otro edificio de especial interés a pesar de que recientes remodelaciones han distorsionado parte del proyecto original de Carasa es el edificio de la fundación Gota de Leche, catalogado B.I.C. en el Paseo de la Independencia. Realizado en 1923 por encargo del entonces recientemente fallecido alcalde de la ciudad Antonio de Mora y Claros.
Ya fuera de la ciudad destaca su intervención en dos de los edificios principales de Rociana del Condado: la profunda remodelación que hizo del Ayuntamiento durante los años 1940 a 1945 sobre un edificio de 1750, en la que utilizó un espacio aledaño a éste para acometer una gran ampliación del edificio original y la construcción de la nueva Iglesia de San Bartolomé tras la destrucción de la anterior de estilo mudéjar. Anterior a esa fecha es la Plaza de abastos de Calañas, de 1926.
Entre los pocos edificios religiosos de este autor se encuentran la Iglesia de Nuestra Señora Estrella del Mar. Levantada entre 1923 y 1929 este edificio de estilo neogótico es en la actualidad uno de los edificios religiosos más bellos de la ciudad. El edificio consta de tres naves, una central y dos de pasillo, cubiertas con bóvedas en nervadura. La fachada posee una triple entrada culminada por una torre central.
- Pabellón "Homenaje a los Lugares colombinos de Huelva", en Sevilla (1929). En esa composición ya desaparecida conjugó elementos del Monasterio de la Rábida, Palos de la Frontera y Moguer, con especial interés en la recreación de la torre mudéjar de la Iglesia de San Jorge.[13]
- Quiosco bar del parque de la Plaza Doce de Octubre destacable por su diseño que recuerda las formas de un barco.
- Centro de Instrucción Comercial de la Calle Marina (1923) de inspiración neomudéjar.